# Ca l'Eloi
|  | Per a altres significats, vegeu «Ca l'Eloi (Tornabous)». |

Ca l'Eloi és un habitatge al nucli de Fornells de la Selva (Gironès). És un edifici civil de petites dimensions, de forma basilical i material pobre de pedra i tàpia amb un estat de conservació força precari al restar deshabitat.

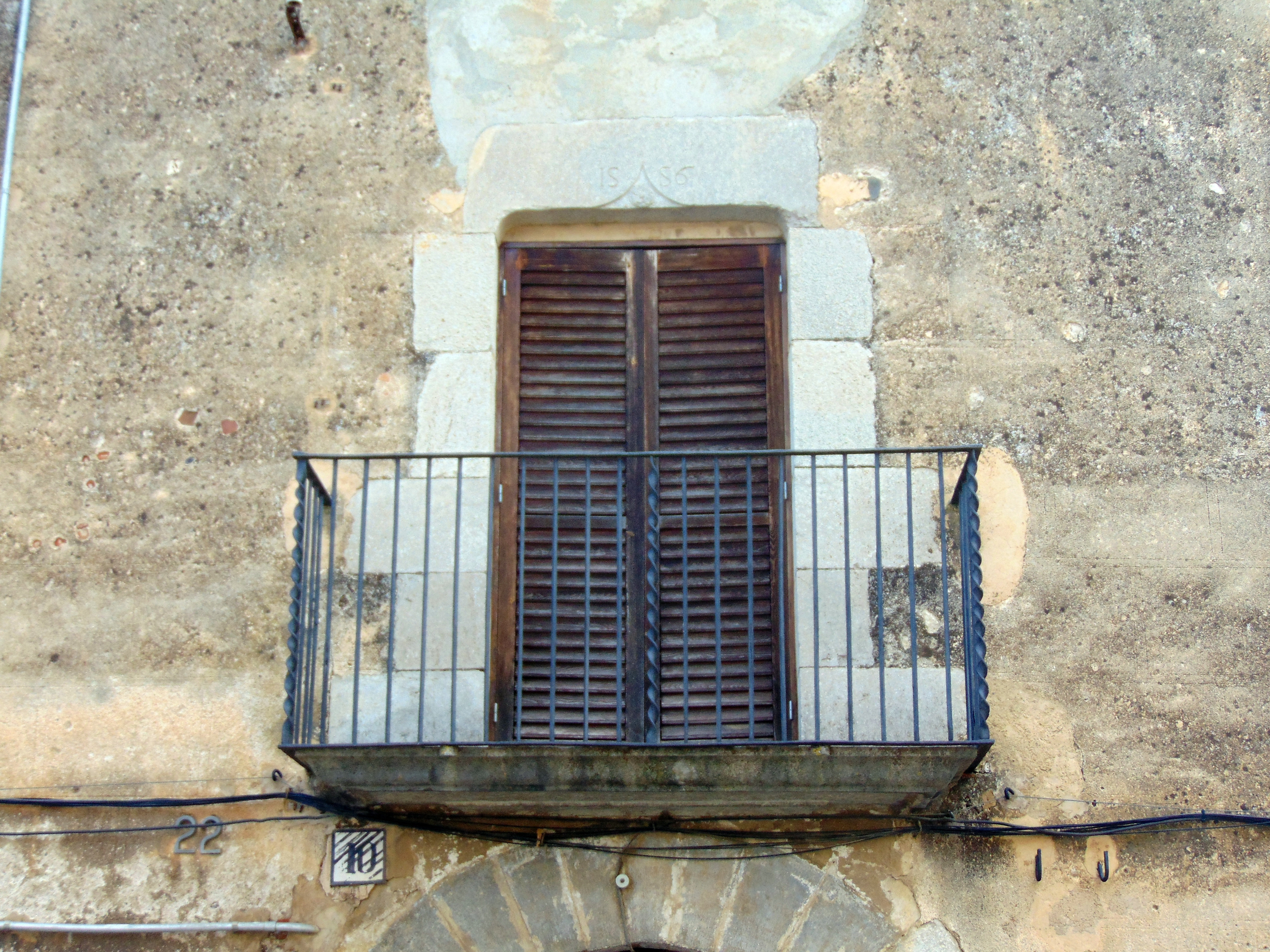
Balcó central amb la data de la casa (1556)

 Hi ha un portal adovellat que és l'element únic pròpiament originari i que està datat el 1556. Al primer pis hi ha un balcó i dues finestres i materials posteriors.
La data d'edificació de dita casa és molt pròxima a la de l'església parroquial.